# Cimbric Yarns
Cimbric Yarns è il tredicesimo album in studio della band Melodic death metal tedesca Suidakra. È il primo album del gruppo interamente acustico.

## Tracce
1. Echtra – 1:44
2. Serpentine Origins – 3:26
3. Ode to Arma – 4:16
4. A Day and Forever – 4:10
5. Black Dawn – 2:57
6. At Nine Light Night – 5:20
7. Snakehenge – 3:53
8. Birth and Despair – 4:41
9. Assault on Urlár – 4:34
10. Caoine Cruác – 4:38

## Formazione
- Arkadius Antonik – chitarre, banjo, armonica, orchestrazioni
- Ken Jentzen - basso
- Sebastian Jensen - chitarre, voce